# アローンアゲイン、ワンダフルワールド
「アローンアゲイン、ワンダフルワールド」は、日本のバンドPlastic Treeの25枚目のシングルである。2008年4月9日発売。発売元はユニバーサルミュージック。

## 概要
- 通常盤、初回限定盤の二種リリース。
- PV監督は竹内大輔。

## 収録曲

### 通常盤
1. アローンアゲイン、ワンダフルワールド(5:22)
作詞・作曲：有村竜太朗、編曲：Plastic Tree
2. サイケデリズム(4:13)
作曲：有村竜太朗、作曲：長谷川正、編曲：Plastic Tree
3. はじめての×××(2:23)
作詞・作曲：有村竜太朗、編曲：Plastic Tree

### 初回限定盤
1. アローンアゲイン、ワンダフルワールド(5:22)
2. サイケデリズム(4:13)
3. アローンアゲイン、ワンダフルワールド～Instrumental～(5:22)
4. サイケデリズム～Instrumental～(4:13)
5. アローンアゲイン、ワンダフルワールド Music Video(DVD)
6. アローンアゲイン、ワンダフルワールド Making(DVD)

## 収録アルバム
オリジナル
- 『ウツセミ』（#1）

ベスト
- 『ゲシュタルト崩壊』（#1）

## タイアップ
- 日本テレビ系『音燃え!』エンディングテーマ（#1）